# Lønne Sogn
Lønne Sogn ist eine Kirchspielsgemeinde (dän.: Sogn) an der Nordseeküste im südlichen Dänemark. Bis 1970 gehörte sie zur Harde Vester Horne Herred im damaligen Ribe Amt, danach zur Blaabjerg Kommune im erweiterten Ribe Amt, die im Zuge der  Kommunalreform zum 1. Januar 2007 in der „neuen“  Varde Kommune in der Region Syddanmark aufgegangen ist.
Im Kirchspiel leben 410 Einwohner (Stand:1. Januar 2023). Im Kirchspiel liegt die Kirche „Lønne Kirke“.
Nachbargemeinden sind im Osten Nørre Nebel Sogn und  im Süden Henne Sogn, ferner in der nördlich benachbarten Ringkøbing-Skjern Kommune Holmsland Klit Sogn und Sønder Bork Sogn.